# At home
『at home』（アット ホーム）は、柴咲コウの12枚目のシングル（RUI名義含む）。2007年2月21日発売。発売元はNAYUTAWAVE RECORDS / ユニバーサルミュージック。
次作『ひと恋めぐり』と2か月連続リリースされた。

## 収録曲
1. at home
  - （作詞:柴咲コウ、作曲:鶴田勇気、編曲:REO　ストリングス・アレンジ:前嶋康明）
  - TBS系『恋するハニカミ!』テーマソング
2. sonoinochi
  - （作詞:柴咲コウ、作曲:so-to、編曲:前嶋康明）
3. at home (Backing Track)
  - （作曲:鶴田勇気、編曲:REO、ストリングス・アレンジ:前嶋康明）

## 楽曲の収録アルバム
at home
- 『嬉々♥』
- 『Single Best』
- 『KO SHIBASAKI ALL TIME BEST 詩』

### 試聴（公式）
- at home （ミュージックビデオ） - YouTube